# Морозов, Николай Георгиевич
Николай Георгиевич Морозов — советский борец, участвовавший в соревнованиях по самбо, вольной и классической борьбе, призёр чемпионатов СССР по самбо и вольной борьбе. Чемпион Москвы по самбо, вольной и классической борьбе. Отличник физической культуры (1957).

## Биография
Выступал за «Крылья Советов» (Москва). 
В 1950-е годы являлся старшим тренером по вольной борьбе Московского спортивного клуба общества «Крылья Советов».
В 1980-е годы исполнял обязанности председателя Всесоюзной федерации вольной борьбы.
Участник Великой Отечественной войны.

## Награды
- Орден Красной Звезды (4 ноября 1943);
- Медаль «За боевые заслуги» (4 марта 1943);
- Медаль «За отвагу» (22 июля 1943);
- Медаль «За оборону Ленинграда»;

## Спортивные результаты
- Чемпионат СССР по вольной борьбе 1949 года — ;
- Чемпионат СССР по самбо 1950 года — ;